# 维勒贡日
维勒贡日（法語：Villegongis，法語發音：[vilɡɔ̃ʒi]）是法国安德尔省的一个市镇，位于该省中部略偏北，属于沙托鲁区。

## 地理
维勒贡日（46°54'48"N, 1°35'44"E）面积18.15 平方千米，位于法国中央-卢瓦尔河谷大区安德尔省，该省份为法国中部省份，北起卢瓦-谢尔省，西北接安德尔-卢瓦尔省，西南接维埃纳省，南至克勒兹省和上维埃纳省，东临谢尔省。
与维勒贡日接壤的市镇（或旧市镇、城区）包括：舍泽勒、弗朗西永、圣拉克唐桑、维讷伊、勒夫鲁。
维勒贡日的时区为UTC+01:00、UTC+02:00（夏令时）。

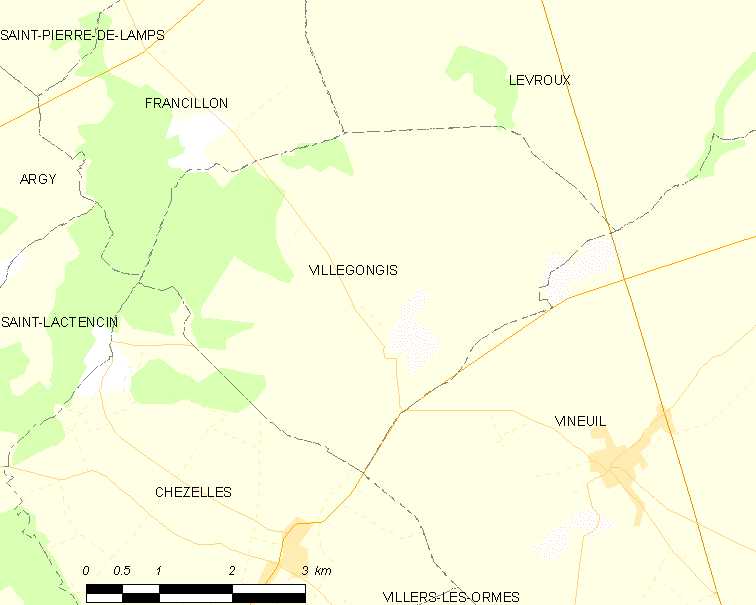
维勒贡日的OSM定位图

## 行政
维勒贡日的邮政编码为36110，INSEE市镇编码为36242。

## 政治
维勒贡日所属的省级选区为勒夫鲁县。

## 人口

1962-2008年间维勒贡日人口变化图示

维勒贡日于2022年1月1日时的人口数量为103人。